# Игнашев, Сергей Николаевич
Сергей Николаевич Игнашев (род. 5 сентября 1974, Будапешт) — российский актёр и режиссёр. Лауреат V Областного театрального фестиваля «Золотой Арлекин»

## Биография
Родился 5 сентября 1974 года, в Будапеште (Венгерская Народная Республика)
Окончил театральный факультет СГК в 2002 году в мастерской Народной артистки СССР В.А. Ермаковой, по специальности «Артист драматического театра и кино». В 2018 году окончил Театральный институт имени Бориса Щукина, по специальности «Режиссура театра», специализация - «Режиссер драмы» курс М. Б. Борисова
С 2003 года является артистом Саратовского театра русской комедии.
С 2013 года работает режиссёром-постановщиком.
С 2018 года возглавляет АНО Драматический театр - студию "Подмостки"

## Роли в театре
Дипломные спектакли
- 2001 — «Божий клоун» — Профессор-психиатр
- 2001 — «Королевские игры» — Томас Мур, философ

### Саратовский театр русской комедии
- «Полоумный Журден» — Маркиз Дорант, Философ, Панкрас
- «Что тот солдат, что этот» — Солдат
- «Красная Шапочка» — Волк
- «Сказка про Федота-стрельца, удалого молодца» — Федот
- «Самоубийца» — Отец Елпидий
- «Я вам нужен, господа» — Курчаев
- «Номер на двоих» — Феликс
- «Провинциальные анекдоты» — Ступак, Потапов
- «Сон в Иванову ночь» — Деметрий
- «Убийство на улице Лурсин» — Потар
- «Принц и трубочист» — Трубочист-малый
- «Под одной крышей» — Музыкант
- «Юбилей» — Член депутации
- 2005 — «Если я не вернусь...» композиция к 60-летию Победы — Лейтенант Володька
- 2007 — «Сказочное приключение, или Что посеешь, то и пожнешь» — Дед Мороз / Святогор
- 2007 — «Слишком женатый таксист» — Бобби Франклин
- 2008 — «Плачу вперёд» — Дух сцены
- 2008 — «Ужин дураков» — Франсуа Пиньон
- 2008 — «Как Баба-Яга дочек замуж отдавала» — Иван
- 2009 — «...Забыть Герострата!» — Человек театра
- 2009 — «Стеклянный, Оловянный, Деревянный» — Стеклянный
- 2011 — «Любовь до гроба» — Бруно
- 2012 — «Двенадцатая ночь, или Что угодно» — Орсино, герцог Иллирийский
- 2012 — «Сделай свой мир красивым» — Крокодил
- 2012 — «Куплю пакетик разума» — Денис
- 2015 — «Звездный мальчик» — Первый дровосек, Прокажённый

## Постановки в театре

### Саратовский театр русской комедии
- 2013 — «Про кота и любовь» И. Чернышев
- 2014 — «Тринадцатая звезда» В. Ольшанский
- 2015 — «Проделки тёмных сил» В. Кобяков

АНО Драматический театр - студия "ПОДМОСТКИ"
- 2019 — "Рок н Ролл на закате" М. Хейфец
- 2020 — "Эмигранты" С. Мрожек
- 2021 — "Пройдохи" фарс об адвокате Патлене, средневековые французские фарсы
- 2021 — "Почти смешная история" Спектакль по рассказам Аверченко, Зощенко, Тэффи.
- 2022 — "Стеклянный зверинец" У. Теннесси
- 2022  — "Тайга №211" А. Вампилов
- 2022  — "Страсти по Торчалову" Н. Воронов

## Награды
- 2009 — «Золотой Арлекин» за роль Бобби Франклина в спектакле «Слишком женатый таксист» в номинации «Эпизод (мужская роль)»